# Christiana (Pennsylvanie)
Pour les articles homonymes, voir Christiana.
Christiana est un borough situé au centre-est du comté de Lancaster, en Pennsylvanie, aux États-Unis,. En 2010, il comptait une population de 1 124 habitants, estimée au 1er juillet 2020 à 1 200 habitants. Le borough est incorporé le 1er mars 1894.

## Démographie
Lors du recensement de 2010, le borough comptait une population de 1 124 habitants. Elle est estimée, en 2020, à 1 200 habitants.

### Source de la traduction
- (en) Cet article est partiellement ou en totalité issu de l’article de Wikipédia en anglais intitulé « Christiana, Pennsylvania » (voir la liste des auteurs).